# گاگیک جاهانگیریان
گاگیک ورژی جاهانگیریان (مجاری: Գագիկ Վրեժի Ջհանգիրյան) حقوقدان و سیاستمدار اهل ارمنستان است.

## زندگی‌نامه
وی در ۶ مارس یا ۱۶ آوریل ۱۹۵۵ در آرارات به دنیا آمد و در سال ۱۹۷۷ از دانشکده حقوق دانشگاه دولتی ایروان فارغ‌التحصیل شده‌است. جاهانگیریان متأهل و صاحب سه فرزند می‌باشد. وی در روز شنبه ۲۳ فوریه ۲۰۰۸ به دنبال پیوستن به جناح مخالف دولت از سمت خود به عنوان معاون دادستان کل ارمنستان برکنار شد و توسط پلیس بازداشت شد.

## یادداشت
1. ↑  Supreme Judicial Council
2. ↑  ՀՀ գլխավոր դատախազի տեղակալ
3. ↑  ՀՀ զինվորական դատախազ
4. ↑  chief military prosecutor
5. ↑  Գևորգ Աշոտի Մարգարյան
6. ↑  Արմեն Մովսեսի Խաչատուրյան